# Aeropuerto de Biratnagar
El Aeropuerto de Biratnagar (IATA: BIR, OACI: VNVT) es un aeropuerto que sirve a Biratnagar, una ciudad del distrito de Morang en la zona de Kosi en Nepal.

## Instalaciones
El gobierno de Nepal posee y gestiona el aeropuerto de Biratnagar que inició sus servicios el 6 de julio de 1958, el mismo año que la primera aerolínea de bandera, Royal Nepal Airlines, inició sus vuelos regulares domésticos e internacionales. El aeropuerto sirve de base de operaciones de la región oriental de la nación y da cobertura a seis aeropuertos STOL: Taplejung, Bhojpur, Phaplu, Rumjatar, Lamidanda y Tumlingtar.
El aeropuerto cuenta con el mayor tráfico aéreo doméstico del país. Aviación Civil tiene previsto posibilitar al aeropuerto de Biratnagar contar con la operación de mayores aviones como el Boeing 747. Dotado de control de tráfico aéreo, el aeropuerto se ubica a una altitud de 236 pies (72 m) sobre el nivel del mar. Cuenta con una única pista de aterrizaje designada como 09/27 con una superficie de asfalto de 1.524 metros de largo por 30 de ancho.

## Aerolíneas y destinos
| Aerolíneas      | Destinos                                              |
| --------------- | ----------------------------------------------------- |
| Buddha Air      | Katmandú                                              |
| Gorkha Airlines | Tumlingtar                                            |
| Nepal Airlines  | Bhojpur, Lamidanda, Taplejung, Thamkharka, Tumlingtar |
| Sita Air        | Katmandú                                              |
| Yeti Airlines   | Katmandú                                              |